# Inge
Inge  è un nome proprio di persona danese, tedesco, olandese e estone femminile; in svedese e norvegese è invece usato al maschile.

## Varianti
- Danese: Inga[1]
- Estone: Inga[1]
- Tedesco: Inka[1]
  - Maschili: Ingo[3]

### Varianti in altre lingue
- Finlandese: Inka[1], Inga[1]
- Frisone: Inka[1]
- Germanico: Inga[1][4]
  - Maschili: Ingo[4], Hingo[4], Engo[4]
- Islandese: Inga[1]
  - Maschili: Ingi[1]
- Lettone: Inga[1]
- Lituano: Inga[1]
- Norreno: Inga[1]
  - Maschili: Ingi[1]
- Polacco: Inga[1]
- Russo: Инга (Inga)[1]
- Ucraino: Інга (Inha)

## Origine e diffusione
Il nome, attestato già in epoca norrena, riprende direttamente quello di un dio germanico della fertilità, Ing o Yngvi (la cui etimologia è sconosciuta, forse ricondicibile ad un termine che significa "antenato"); in origine, si trattava generalmente di una forma abbreviata di vari nomi teoforici riferiti a tale divinità, come Ingolf, Ingemar, Ingeborg e Ingrid.
In Danimarca, il nome femminile era molto in voga negli anni 1940, mentre il suo uso moderno è molto più scarso; in Svezia e Norvegia, dove è maschile, è comunemente usato per formare nomi composti.

## Onomastico
Il nome è adespota, non essendo portato da alcun santo, quindi l'onomastico ricade il 1º novembre, giorno di Ognissanti. 

## Persone

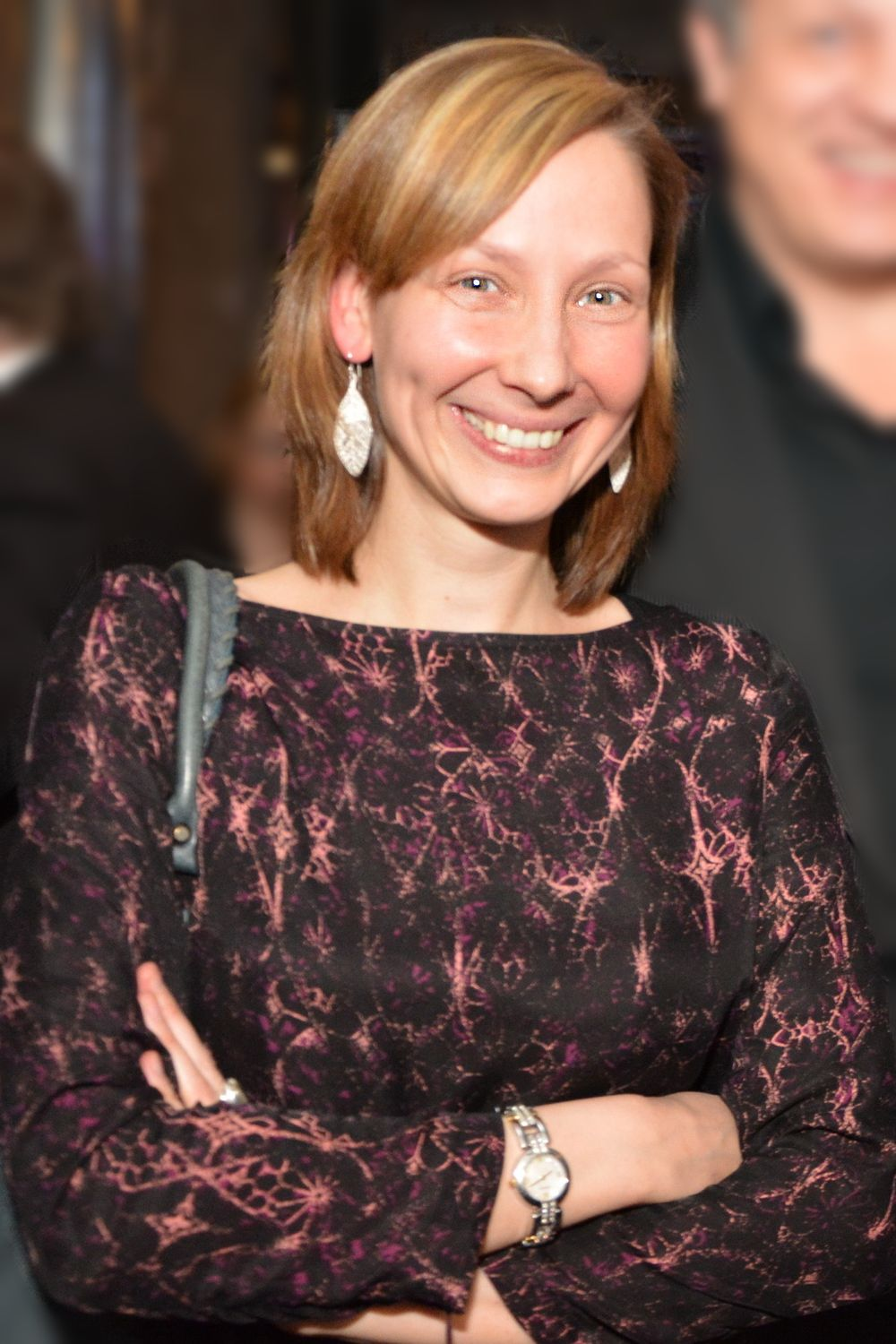
Inge Vervotte

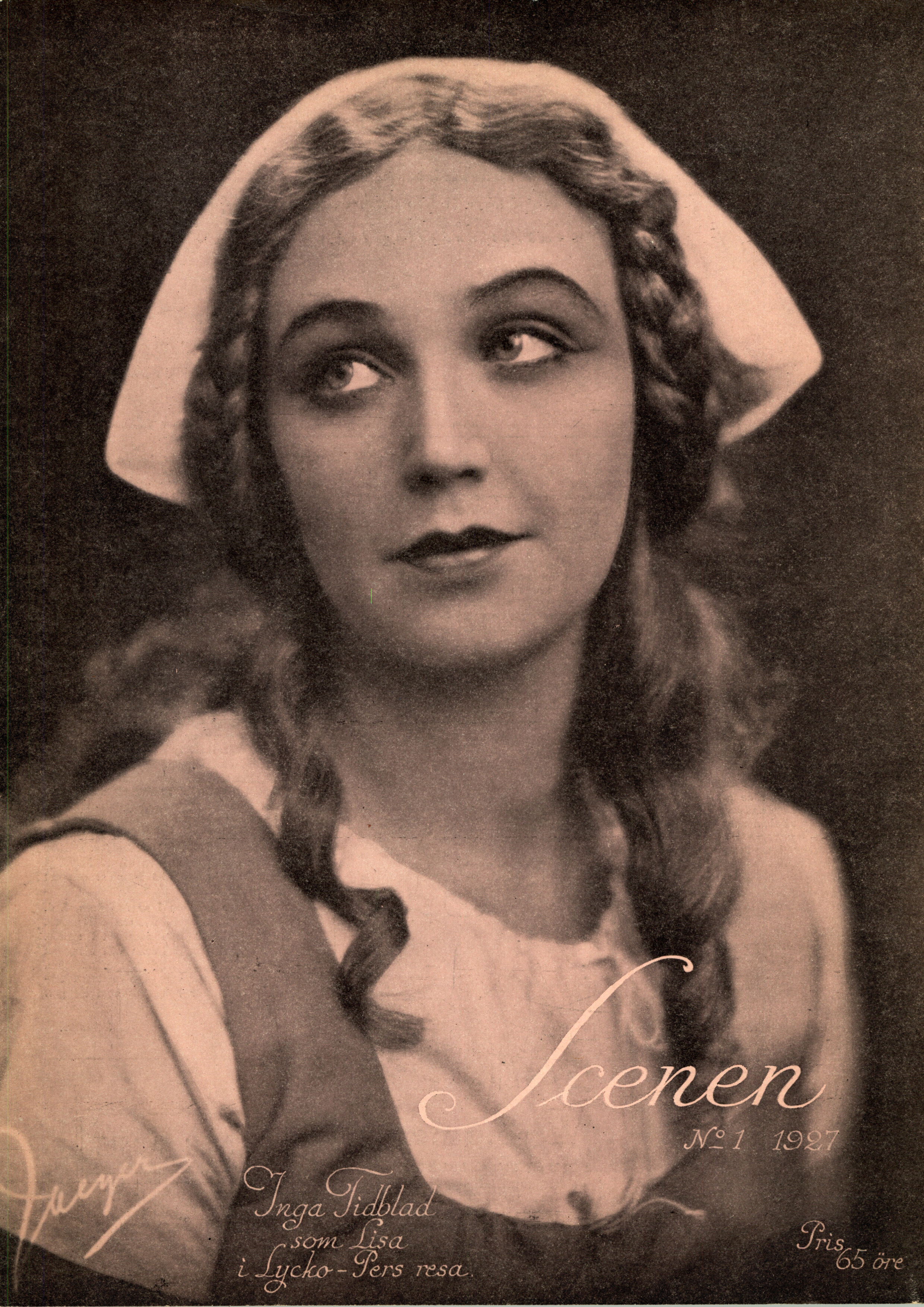
Inga Tidblad

- Inge Borkh, soprano tedesco naturalizzato svizzero
- Inge de Bruijn, nuotatrice olandese
- Inge Dekker, nuotatrice olandese
- Inge Feltrinelli, editrice, fotografa e giornalista tedesca naturalizzata italiana
- Inge Garstedt, politica svedese
- Inge Keller, attrice tedesca
- Inge Landgut, attrice tedesca
- Inge Lehmann, sismologa e geofisica danese
- Inge Meysel, attrice tedesca
- Inge Morath, fotografa austriaca
- Inge Scholl, scrittrice tedesca
- Inge Vervotte, politica belga

### Variante Inga
- Inga Abel, attrice tedesca
- Inga Ålenius, attrice svedese
- Inga Kesper, biatleta tedesca
- Inga Gentzel, mezzofondista e velocista svedese
- Inga Gill, attrice svedese
- Inga Landgré, attrice svedese
- Inga Swenson, attrice statunitense
- Inga Tidblad, attrice svedese

### Altre varianti femminili
- Inha Babakova, atleta ucraina

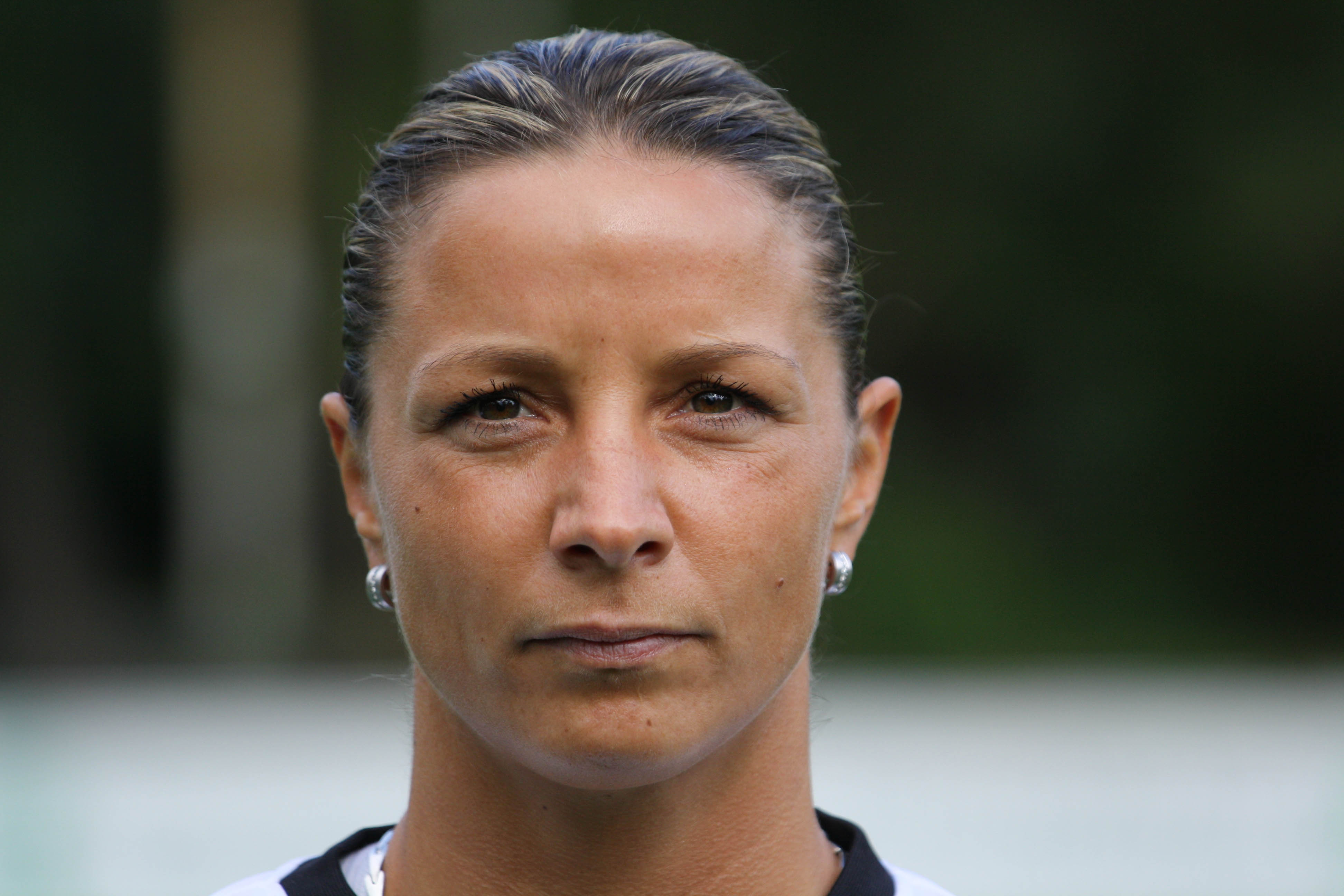
Inka Grings

- Inka Bause, cantante e conduttrice televisiva tedesca
- Inka Grings, calciatrice e allenatrice di calcio tedesca

### Variante maschile Inge
- Inge I, re di Norvegia
- Inge II, re di Norvegia

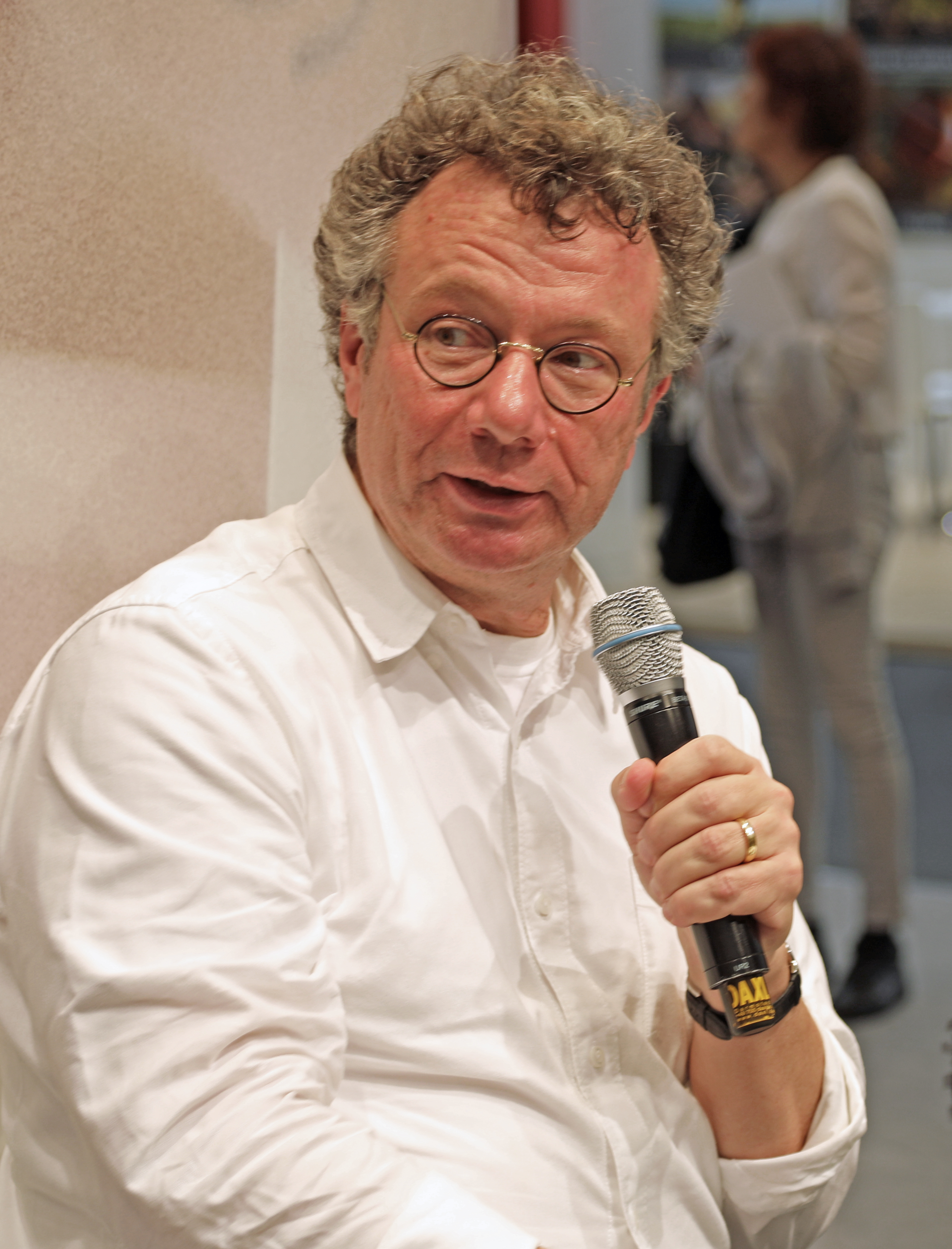
Ingo Schulze

- Inge Bratteteig, calciatore norvegese
- Inge Ejderstedt, calciatore svedese
- Inge Ludvigsen, allenatore di calcio ed ex calciatore norvegese
- Inge Magnusson, pretendente al trono di Norvegia
- Inge Paulsen, calciatore norvegese

### Variante maschile Ingo
- Ingo Appelt, bobbista austriaco
- Ingo della Volta, politico italiano
- Ingo Friedrich, politico tedesco
- Ingo Hoffmann, pilota automobilistico brasiliano
- Ingo Maurer, designer e imprenditore tedesco
- Ingo Metzmacher, direttore d'orchestra tedesco
- Ingo Molnar, programmatore e hacker ungherese
- Ingo Naujoks, attore tedesco
- Ingo Schulze, scrittore tedesco